# Duitse Rijksdagverkiezingen juli 1932
De eerste Rijksdagverkiezingen van 1932 vonden op 31 juli 1932 in Duitsland plaats. In november zou een tweede maal in het hetzelfde jaar een dergelijke verkiezing volgen.
Op 4 juni 1932 overtuigde de kort tevoren aangetreden rijkskanselier Franz von Papen de rijkspresident, Paul von Hindenburg, om de Rijksdag (Reichstag) te ontbinden en nieuwe Rijksdagverkiezingen uit te schrijven, omdat, zo betoogde de rijkskanselier, na de uitkomst van de eerder dat jaar gehouden Landdagverkiezingen, de Rijksdag niet meer de meerderheid van het volk vertegenwoordigde. Bij de verkiezingen zelf groeide de NSDAP (nazipartij) opnieuw en werd met 230 zetels (+123) de grootste partij. De NSDAP verkreeg echter geen meerderheid in de nieuwe Rijksdag. Winst was er opnieuw voor de Communistische Partij van Duitsland (Kommunistische Partei Deutschlands) die op 89 zetels kwam (+12) en de rooms-katholieke Duitse Centrumpartij (Deutsche Zentrumspartei). Klein verlies was er voor de Sociaaldemocratische Partij van Duitsland (Sozialdemokratische Partei Deutschlands), die op 133 zetels kwam, een verlies van 10 zetels ten opzichte van de 1930. De SPD wist zich echter als tweede partij te handhaven.
De NSDAP wist met hulp van de Centrumpartij en de Beierse Volkspartij (Bayerische Volkspartei) Hermann Göring tot voorzitter van de Rijksdag (Reichstagspräsident) te laten kiezen.

## Uitslag
| Partij       | Partij                                                                                          | %     | zetels     |
| ------------ | ----------------------------------------------------------------------------------------------- | ----- | ---------- |
|              | Nationaalsocialistische Duitse Arbeiderspartij (Nationalsozialistische Deutsche Arbeiterpartei) | 37,3% | 230 (+123) |
|              | Sociaaldemocratische Partij van Duitsland (Sozialdemokratische Partei Deutschlands)             | 21,6% | 133 (-10)  |
|              | Communistische Partij van Duitsland (Kommunistische Partei Deutschlands)                        | 14,3% | 89 (+12)   |
|              | Duitse Centrumpartij (Deutsche Zentrumspartei)                                                  | 12,4% | 75 (+7)    |
|              | Duitse Nationale Volkspartij (Deutschnationale Volkspartei)                                     | 5,9%  | 37 (-4)    |
|              | Beierse Volkspartij (Bayerische Volkspartei)                                                    | 3,2%  | 22 (+3)    |
|              | Duitse Volkspartij (Deutsche Volkspartei)                                                       | 1,2%  | 7 (-23)    |
|              | Duitse Staatspartij (Deutsche Staatspartei)                                                     | 1,0%  | 4 (-16)    |
|              | Christelijk-Sociale Volksdienst (Christlich-Sozialer Volksdienst)                               | 1,0%  | 3 (-11)    |
|              | Rijkspartij van de Duitse Middenstand (Reichspartei des deutschen Mittelstandes)                | 0,4%  | 2 (-21)    |
|              | Duitse Boerenpartij (Deutsche Bauernpartei)                                                     | 0,4%  | 2 (-4)     |
|              | Landbond (Landbund)                                                                             | 0,3%  | 2 (-1)     |
|              | Duitse Landvolk (Deutsches Landvolk)                                                            | 0,3   | 1 (-18)    |
|              | Rijkspartij voor Volksrecht en Revaluatie (Reichspartei für Volksrecht und Aufwertung)          | 0,1%  | 1 (+1)     |
|              | Overigen                                                                                        | 0,6%  | 0 (-)      |
| Bron: dhm.de |                                                                                                 |       |            |
| Totaal       | Totaal                                                                                          | 100%  | 608        |